# Ceratomegilla notata
Espèce
Ceratomegilla notata est une espèce d'insectes coléoptères prédateurs de la famille des coccinellidés.